# كتلة
الكتلة هي مقدار فيزيائي، وتعرف على أنها مقدار ما يحويه الجسم من مادة، وهي تختلف عن الوزن في أنها لا تعتمد على قوة الجاذبية، أما الوزن فيعتمد على قوة الجاذبية ولذلك يتغير الوزن بتغير المكان. والكتلة أيضا مفهوم مركزي من الميكانيكا والمواضيع ذات العلاقة بها، تقاس بوحدات كالجرام والكيلوجرام. وهي إحدى خصائص المادة الثلاث. يرمز لها بالحرف ك أو m وهي مقدار ثابت لا يتغير في أي زمان ومكان. وقد تستخدم يوميا بمعنى الوزن دون الاهتمام بمعناها الفيزيائي، ولكن في الاستخدام العلمي فإنها تشير إلى خصائص مختلفة.
هناك طريقتان، على وجه التحديد، لتعريف الكتلة عمليا:
- كتلة القصور (inertial mass): وهي تحدد تسارع الجسم بوجود قوة مؤثرة. وبحسب قانون نيوتن الثاني، إذا تأثر جسم ما ذو كتلة m بقوة F، فإن تسارعه a يعطى بالعلاقة F/m. فهي مقياس لقصور الجسم الذاتي، ومقاومته لتغيير حالته من الحركة عندما تطبق عليه قوة ما.

{\displaystyle F(N)=m(kg)*a(m/s^{2}))}
- كتلة الجاذبية (active gravitational mass): مقياس لقوّة تفاعل جسم مع حقل الجاذبية. تحدد كتلة المادة الدرجة التي يتأثر بها الجسم في حقل الجاذبية. فإذا وضع جسم أول ذو كتلة m1 على بعد r من جسم آخر ذي كتلة m2، فإن الجسم الأول يخضع لقوة جذب F تعطى بالعلاقة

{\displaystyle F=G\,{\frac {m_{1}m_{2}}{r^{2}}}\,,}
حيث G هو ثابت الجاذبية العام، ويساوي 6.67*10−11 كغ−1.م3.ثا−2. ويشار إليها أحيانا بكتلة الجاذبية (عندما يكون التمييز ضروريا، يستخدم رمز M ليرمز إلى كتلة الجاذبية الفعالة، ويرمز بـ m إلى كتلة الجاذبية السلبية). أكدت التجارب المتكررة منذ القرن السابع عشر أن كتلة القصور وكتلة الجاذبية متساويتين، وهذا ما أوجبه مبدأ التكافؤ في النظرية النسبية العامة.
على سطح الأرض يكون الوزن W لجسم ما مرتبطا بكتلتهm:
{\displaystyle W=mg\,,}
حيث g هي التسارع نتيجة الجاذبية الأرضية، ويساوي 9.81 م.ثا−2. ويتوقف وزن الجسم على المكان الموجود فيه هذا الجسم، في حين أن الكتلة لا تتغير. فكتلة جسم 50 كغ تزن 491 نيوتن على سطح الأرض، في حين أن الوزن على سطح القمر يكون 81,5 نيوتن.
ويشترك كلا التعريفين بتفاعل الجسم مع القوة باختلافها إن كانت قوة جاذبية أرضية أو قوة أخرى.
و تذهب بعض النظريات الفزيائية إلى أن الكتلة ليست خاصية ثابتة للمادة بل ناتجة عن تفاعل المادة مع ما يسمى مجال هيغز. فكلما كان تحرك الجزيئات بطيء كلما كان الجزيء ثقيلا (انظر آلية هيغز).
قوى تجاذب الكتل: كل جسم في هذا الكون يؤثر بقوة جذب على جسم آخر في هذا الكون، أي أننا نشعر بإجنذابنا نحو الأرض حيث أن:
1- قوة التجاذب تزداد بزيادة كتل الجسم.
2-قوة التجاذب تتناقص بزيادة المسافة من مركز الجسم.

## ارتباط الكتلة بالمفاهيم الأخرى

### الوزن
الوزن هو مجرّد مقياس لقوة الجذب التي يخضع لها الجسم، ويتناسب مع الكتلة، ووحدة القياس الرسمية له هي النيوتن وليس الغرام. فوزن الأجسام يختلف من مكان لآخر إذا ارتفعنا عن سطح الأرض وذلك لاختلاف جاذبية الأرض، كذلك يختلف الوزن على الأرض عنه على القمر فهو على القمر أقل منه على الأرض لأن جاذبية القمر أقل من جاذبية الأرض، وعلى المشتري أثقل من الاثنين، وغير موجود أصلاً في الفضاء. ولكن في المقابل، إن كانت كتلة الجسم الذي يجذب الأجسام عليه معروفة فيُمكن قياس الكتلة بواسطة الوزن، لكن بدون معرفة كتلة الجسم الجاذب فلا يُمكن معرفة الكتلة أبداً بواسطة الوزن.

### الحجم والكثافة
لا ارتباط بين الحجم والكتلة، فالحجم هو خاصية مختلفة ومستقلة من خواص المادة. الحجم هو مجرد الحيز الذي يشغله الجسم في الفراغ، بغض النظر عن كمية المادة الموجودة في هذا الحيز. لكن مع الكثافة تُصبح معرفة الكتلة ممكنة، فالكثافة والحجم والكتلة مرتبطون ببعضهم البعض. حيث أنه بمعرفة اثنين من هذه الأشياء الثلاثة يُمكن معرفة الثالث. والكثافة هي مقدار تركيز المادة في الحيز الذي تشغله من المكان.

## الكتلة والطاقة
أعطت النسبية الخاصة علاقة بين كتلة الجسم وطاقته (E = mc2). والكتلة هي كمية مصونة، أي لا يمكن خلقها أو إفناءها، ولم تغير النسبية الخاصة هذا المفهوم. ولكن النسبية أضافت حقيقة أن جميع أشكال الطاقة لها كتلة مرتبطة بها، وهذه الكتلة تضاف إلى الأنظمة عندما تضاف الطاقة، كما تطرح هذه الكتلة من الأنظمة عندما تنقص هذه الطاقة. ففي التفاعلات النووية، مثلاً، لا يصبح النظام أقل كثافة حتى تتحرر الطاقة نتيجة تفاعل يسمح للطاقة بالتبدد.

## قياس الكتلة
بما أن الوزن لا يُمكن استخدامه لقياس الكتلة ونفس الأمر مع الكثافة والحجم، فلا بُد من وجود طريقة أخرى لقياسها (طبعا يُمكن للوزن مع معطيات أخرى تحديد كتلة جرم ما، لكن المشكلة هي أن الأمر يحتاج إلى تحديد كتلة جرم آخر قبل حساب كتلة الأول). مع الأجرام السماوية، يُمكن حساب كتلتها بواسطة ما حولها من أجرام. مثلاً، إذا كنا نريد حساب كتلة الشمس، فكل ما يجب حسابه هو نصف قطر مدار الأرض وسرعة دورانها حول الشمس. وكتلة الأرض ليست ضرورية، فكتلتها لا علاقة لها بسرعة الدوران حول الشمس. وهكذا فبالإمكان الاكتفاء بحساب نصف قطر المدار وسرعة الدوران، وبواسطة معادلة لنيوتن يُمكن التوصل لقوة الجذب التي تخضع لها الأرض. وبما أن قوة الجذب هي نتيجة للكتلة فبالإمكان معرفة الكتلة منها. وهذه هي معادلة حساب الكتلة:
{\displaystyle M={\tfrac {1}{G}}Rv^{2}\,.}
حيث أن:
- "M": هي كتلة الجرم المركزي.
- "G": هو ثابت نيوتن للجاذبية.
- "R": هو نصف قطر مدار الجرم الثاني.
- "V": هي سرعة دوران الجرم الثاني حول الأول (الجرم المركزي).[7]

## وحدات الكتلة
الوحدة الرسمية لقياس الكتلة هي الغرام. كمثال، غرام هي كتلة مشبك ورق، وكيلوغرام هي كتلة لتر من الماء. وقد تم عقد مؤتمر في عام 1960م لبحث وحدات القياس المختلفة وتوحيدها. وقد كان من النتائج أن يتم اعتماد وحدة النيوتن رسمياً لقياس الوزن (والتي كانت تستخدم سابقاً ولكن لم يكن هناك اتفاق كامل عليها) بينما يتم قياس الكتلة بوحدات الغرام، ويُرمز لهذه الوحدات الرسمية برمز "Si" (وبالرغم من اعتماد هذه الوحدات رسمياً في معظم الدول، فما زالت وحدات الغرام تستخدم أحياناً لقياس الوزن). وقد اعتمدت معظم الدول وحدات القياس الجديدة بعد ذلك، لكن ليس كلها. وحاليا وحدات القياس الرسمية هي:
- الطن = 1,000,000 غرام.
- الكيلوغرام = 1,000 غرام.
- الغرام = 1 غرام.
- الدِّسِغرام = 0.1 غرام.
- السنتيغرام = 0.01 غرام.
- الملليغرام = 0.001 غرام.[6][8]

### القياسات الكونية
في القياسات الكونية هناك حاجة لاستخدام وحدات أخرى، لأن وحدة الطن تُصبح تافهة مقارنة بكتل الكواكب والنجوم. عموماً الكواكب نوعان: «الكواكب الصخرية» و«الكواكب الغازية»، وغالباً ما تكون كتلة الأول متدنية جداً مقارنة بالثاني. ولذلك فالأمر يحتاج إلى وحدتين مختلفتين. تُقاس كتلة الكواكب الصخرية (داخل وخارج النظام الشمسي) بوحدة الكتلة الأرضية، وهي تساوي كتلة الأرض طبعاً، وتبلغ 1 M⊕ = 5.9742 × 1024 كغم و0.000 003 003 من كتلة الشمس. أما الكواكب الغازية داخل وخارج النظام الشمسي فيتم حساب كتلتها بوحدة كتلة المشتري، والتي تعادل 1.8986×1027 كغم و317.83 كتلة أرضية و0.0009546 من كتلة الشمس. وحدة كتلة المشتري لا تُستخدم لقياس كتلة الكواكب الغازية فقط، بل أيضا لنوع من النجوم. ولكنه نوع واحد فقط، تُستخدم هذه الوحدة معه لأن كتلته صغيرة جداً، وهو الأقزام البنية، والتي يُمكن أن تصل كتلتها إلى 15 كتلة مشتري فقط.
أما النجوم فيتم قياس كتلتها بوحدة الكتلة الشمسية. ولا داعي لاستخدام وحدة أكبر مع النجوم، لأن معظم النجوم تبلغ كتلتها أقل من 30 كتلة شمسية. وحتى أكبر نجم معروف كتلة على الإطلاق تبلغ كتلته 265 كتلة شمسية فقط وهو النجمR136a1، وهذا يجعل حساب كتلة النجوم بهذه الوحدة أمرا سهلاً. أما المجرات فكتلة الكبيرة منها لا تقل عن 100 مليار كتلة شمسية، لكن بالرغم من ذلك فلا توجد وحدات شائعة أكبر من الكتلة الشمسية.

## الكتلة السالبة
وقد نجح الفيزيائيون في إنتاج مائع يمتلك الكتلة السالبة، وهذا هو بالضبط ما يدل على اتجاه الحركة خلال التسريع أو الدفع، وخلافا لكل جسم مادي في العالم ونحن نعلم، فإنه لا يتسارع في الاتجاه الذي تم دفعه فيه ولكن في الاتجاه المعاكس ونادرا ما تنشأ هذه الظاهرة في ظروف المختبر، ويمكن استخدامها لاستكشاف بعض المفاهيم الأكثر تحديا من الكون.